# Nizhni Kisliái
Nizhni Kisliái (ruso: Ни́жний Кисля́й) es un asentamiento de tipo urbano de Rusia, perteneciente al raión de Buturlínovka en la óblast de Vorónezh.
En 2021, el territorio del asentamiento tenía una población de 3388 habitantes, de los cuales 3156 vivían en el propio asentamiento y el resto en tres pedanías: los posiolki de Komsomolski y Mali Kisliái y el jútor de Rajmánovka.
Se ubica unos 30 km al oeste de la capital distrital Buturlínovka, cerca de la autopista M4 Don que une Vorónezh con Rostov del Don y Krasnodar.

## Historia
Fue fundado en el siglo XVII como un asentamiento rural, inicialmente poblado por campesinos procedentes de tierras del realengo ruso. En el siglo XX se desarrolló notablemente por su cercanía a la carretera M4. La Unión Soviética le dio el estatus de asentamiento de tipo urbano en 1958, cuando su población superaba los siete mil habitantes. El casco urbano del asentamiento quedó definido en 2008, cuando la hasta entonces vecina aldea de Melovoye, de medio centenar de habitantes, pasó a ser un barrio periférico de Nizhni Kisliái.